# Regent (onderwijs)
Het woord regent (vrouwelijk: regentes) werd in Vlaanderen gebruikt voor een leraar die onderwijsbevoegdheid had voor de eerste drie jaren van het secundair onderwijs. In het technisch (tso) en beroepssecundair onderwijs (bso) kon hij of zij soms ook in de hogere jaren lesgeven. De opleiding tot regent noemde men het regentaat (nog oudere benaming is de middelbare normaalschool). De titel werd verder aangevuld met specificaties van de onderwijsbevoegdheid. Zo bijvoorbeeld:
- Regent lichamelijke opvoeding (lo), voor een turnleraar.
- Regent algemene vakken, voor leraars Nederlands, Frans, wetenschappen, informatica, aardrijkskunde, geschiedenis, Engels, godsdienst/zedenleer, economie en andere vakken. Tot 2005-2006 kozen regenten drie vakken waarvoor ze onderwijsbevoegdheid konden verwerven. In 2006-2007 werd het regentaat hervormd: studenten kiezen slechts twee vakken; tegelijkertijd werd het aantal stage-uren uitgebreid.
  - Sommige studenten behalen toch onderwijsbevoegdheid in een derde vak door dit als bachelor na bachelor te volgen.
- Technisch regent voor leraar theorie en praktijk van onder meer hout-bouw; mechanica-elektriciteit; handel-bureautica; mode-kleding (nog bekend als "coupe-regentes"); land- en tuinbouw.
- Huishoudkundig regent(es).
- Regent muziek; regent plastische kunsten (tekenleraar).

De term regent is nog courant, al is de officiële benaming nu: 
- Professionele bachelor (baccalaureus) in onderwijs: secundair onderwijs. Het is dus een geïntegreerde lerarenopleiding.